# Llista de monuments de Castelló d'Empúries
Llista de monuments de Castelló d'Empúries inclosos en l'Inventari del Patrimoni Arquitectònic Català per al municipi de Castelló d'Empúries (Alt Empordà). Inclou els inscrits en el Registre de Béns Culturals d'Interès Nacional (BCIN) amb la classificació de monuments històrics i els Béns Culturals d'Interès Local (BCIL) de caràcter arquitectònic.
| Monument                                                                       | Protecció   | Estil/època                                      | Localització                                                                                        | Coordenades                                          | Codi?         | Imatge |
| ------------------------------------------------------------------------------ | ----------- | ------------------------------------------------ | --------------------------------------------------------------------------------------------------- | ---------------------------------------------------- | ------------- | --- |
| Església de Santa Maria                                                        | BCIN 98-MH  | Romànic, gòtic XIII-XV, XVII-XVIII               | Castelló d'Empúries Pl. Mossèn Cinto Verdaguer, 1                                                   | 42° 15′ 34″ N, 3° 04′ 33″ E / 42.259509°N,3.07586°E  | RI-51-0000569 | Església de Santa Maria (Castelló d'Empúries) · Vegeu més fotos d'aquest monument · Carregueu una nova foto d'aquest monument                        |
| Muralles, Torre del Portal de la Gallarda                                      | BCIN 659-MH | Obra popular XIII-XVI                            | Castelló d'Empúries Zona del Rec del Molí                                                           | 42° 15′ 38″ N, 3° 04′ 35″ E / 42.260511°N,3.076359°E | RI-51-0005856 | Muralles (Castelló d'Empúries) · Vegeu més fotos d'aquest monument · Carregueu una nova foto d'aquest monument                                       |
| La Casa Gran                                                                   | BCIN 660-MH | Gòtic, obra popular XIV                          | Castelló d'Empúries C. del Portal Nou                                                               | 42° 15′ 39″ N, 3° 04′ 32″ E / 42.260797°N,3.075603°E | RI-51-0005857 | La Casa Gran (Castelló d'Empúries) · Vegeu més fotos d'aquest monument · Carregueu una nova foto d'aquest monument                                   |
| Palau Comtal, antic Convent de Sant Domènec, actual Ajuntament                 | BCIN 661-MH | Barroc XVII-XVIII                                | Castelló d'Empúries Pl. del Joc de la Pilota                                                        | 42° 15′ 29″ N, 3° 04′ 26″ E / 42.258052°N,3.073936°E | RI-51-0005858 | Palau Comtal (Castelló d'Empúries) · Vegeu més fotos d'aquest monument · Carregueu una nova foto d'aquest monument                                   |
| Fort Fuseller o Baluard, Torre Carlina                                         | BCIN 662-MH | Obra popular XIX                                 | Castelló d'Empúries C. Calciners - pg. de les Oques                                                 | 42° 15′ 19″ N, 3° 04′ 20″ E / 42.25537°N,3.072332°E  | RI-51-0005859 | Fort Fuseller (Castelló d'Empúries) · Vegeu més fotos d'aquest monument · Carregueu una nova foto d'aquest monument                                  |
| Torre Ribota                                                                   | BCIN 663-MH | Obra popular XV                                  | Castelló d'Empúries Sense restes. Sector d'Empuriabrava                                             |                                                      | RI-51-0005860 | Carregueu una nova foto d'aquest monument |
| Pont Vell, Pont Nou, Pont Major, Pont de les Set Arcades                       | BCIL 1980   | Gòtic XIV                                        | Castelló d'Empúries C. del Pont                                                                     | 42° 15′ 27″ N, 3° 04′ 09″ E / 42.25743°N,3.06914°E   | IPA-364       | Pont Vell (Castelló d'Empúries) · Vegeu més fotos d'aquest monument · Carregueu una nova foto d'aquest monument                                      |
| Nucli de Castelló d'Empúries                                                   |             | Obra popular Medieval, XVI, XVIII                | Castelló d'Empúries Nucli de Castelló d'Empúries                                                    | 42° 15′ 32″ N, 3° 04′ 29″ E / 42.258835°N,3.074771°E | IPA-18041     | Nucli de Castelló d'Empúries · Vegeu més fotos d'aquest monument · Carregueu una nova foto d'aquest monument                                         |
| Antic convent de Santa Clara, actual Casa de Cultura                           |             | Barroc XVII, XVIII                               | Castelló d'Empúries C. Carbonar, 2                                                                  | 42° 15′ 32″ N, 3° 04′ 34″ E / 42.258897°N,3.076236°E | IPA-18042     | Antic convent de Santa Clara (Castelló d'Empúries) · Vegeu més fotos d'aquest monument · Carregueu una nova foto d'aquest monument                   |
| Antiga Llotja de Mar i Casa de la Vila                                         |             | Gòtic XIII, XIV, XVIII                           | Castelló d'Empúries Pl. dels Homes, 1                                                               | 42° 15′ 32″ N, 3° 04′ 29″ E / 42.258923°N,3.074699°E | IPA-18043     | Antiga Llotja de Mar i Casa de la Vila (Castelló d'Empúries) · Vegeu més fotos d'aquest monument · Carregueu una nova foto d'aquest monument         |
| La Presó Vella, antiga Cúria o Consell de la Vila                              |             | Gòtic XIV, XV                                    | Castelló d'Empúries Pl. Jaume I - c. de la Presó                                                    | 42° 15′ 29″ N, 3° 04′ 29″ E / 42.257997°N,3.074755°E | IPA-18044     | La Presó Vella (Castelló d'Empúries) · Vegeu més fotos d'aquest monument · Carregueu una nova foto d'aquest monument                                 |
| Llotja, Hospital Major, Duana                                                  |             | Gòtic XIV, XX                                    | Castelló d'Empúries Pl. Joan Alsina                                                                 | 42° 15′ 35″ N, 3° 04′ 33″ E / 42.259784°N,3.075697°E | IPA-18055     | Llotja (Castelló d'Empúries) · Vegeu més fotos d'aquest monument · Carregueu una nova foto d'aquest monument                                         |
| Elements de l'antic convent de Santa Magdalena, Torre Cabota, Paller d'en Roda |             | Obra popular, barroc XVIII                       | Castelló d'Empúries C. Calabró, 2 - c. Climent                                                      | 42° 15′ 26″ N, 3° 04′ 28″ E / 42.257164°N,3.074524°E | IPA-18056     | Elements de l'antic convent de Santa Magdalena (Castelló d'Empúries) · Vegeu més fotos d'aquest monument · Carregueu una nova foto d'aquest monument |
| Pont Vell de Castelló                                                          |             | Obra popular XII, XIV                            | Castelló d'Empúries Sota l'actual pont del Pas de Sant Pere                                         | 42° 15′ 09″ N, 3° 04′ 34″ E / 42.252417°N,3.076106°E | IPA-20471     | Carregueu una nova foto d'aquest monument |
| Creu de terme                                                                  |             | Gòtic XV                                         | Castelló d'Empúries Pl. Mossèn Cinto Verdaguer                                                      | 42° 15′ 34″ N, 3° 04′ 32″ E / 42.259463°N,3.075666°E | IPA-30614     | Creu de terme (Castelló d'Empúries) · Vegeu més fotos d'aquest monument · Carregueu una nova foto d'aquest monument                                  |
| Can Savalls, Mas Feliu                                                         |             | Obra popular XVIII                               | Castelló d'Empúries Camí del Càmping                                                                | 42° 15′ 00″ N, 3° 04′ 40″ E / 42.249998°N,3.077834°E | IPA-37623     | Carregueu una nova foto d'aquest monument |
| Casa Cassanyes, Can Cassanyes, Can Dimes                                       |             | Obra popular XVIII                               | Castelló d'Empúries Pl. de les Monges, 5                                                            | 42° 15′ 31″ N, 3° 04′ 34″ E / 42.258541°N,3.076096°E | IPA-37628     | Casa Cassanyes (Castelló d'Empúries) · Vegeu més fotos d'aquest monument · Carregueu una nova foto d'aquest monument                                 |
| Casa Climent, Can Climent                                                      |             | Neoclassicisme, obra popular XVIII               | Castelló d'Empúries C. dels Capellans, 8                                                            | 42° 15′ 37″ N, 3° 04′ 33″ E / 42.260311°N,3.075886°E | IPA-37629     | Casa Climent (Castelló d'Empúries) · Vegeu més fotos d'aquest monument · Carregueu una nova foto d'aquest monument                                   |
| Casa Garrigoles, Can Rich                                                      |             | Obra popular XVIII                               | Castelló d'Empúries Pl. de la Llana, 7                                                              | 42° 15′ 28″ N, 3° 04′ 33″ E / 42.257884°N,3.075907°E | IPA-37630     | Casa Garrigoles (Castelló d'Empúries) · Vegeu més fotos d'aquest monument · Carregueu una nova foto d'aquest monument                                |
| Casa de la Moneda, Can Marquès, Can Callís                                     |             | Gòtic, barroc XIV, XVIII                         | Castelló d'Empúries Pl. de la Moneda, 8-10                                                          | 42° 15′ 29″ N, 3° 04′ 31″ E / 42.258173°N,3.075265°E | IPA-37631     | Casa de la Moneda (Castelló d'Empúries) · Vegeu més fotos d'aquest monument · Carregueu una nova foto d'aquest monument                              |
| Casa Mayor, Can Milsocós, Can Mayor de Pagès                                   |             | Obra popular XVII, XVIII                         | Castelló d'Empúries C. Font Calvera, 2                                                              | 42° 15′ 32″ N, 3° 04′ 31″ E / 42.258758°N,3.075308°E | IPA-37632     | Casa Mayor (Castelló d'Empúries) · Vegeu més fotos d'aquest monument · Carregueu una nova foto d'aquest monument                                     |
| Casa Nouvilas, Can Nouvilas                                                    |             | Eclecticisme, obra popular XVIII, XIX Final      | Castelló d'Empúries C. Comalac, 2                                                                   | 42° 15′ 36″ N, 3° 04′ 29″ E / 42.259911°N,3.074630°E | IPA-37633     | Casa Nouvilas (Castelló d'Empúries) · Vegeu més fotos d'aquest monument · Carregueu una nova foto d'aquest monument                                  |
| Casa Pastell, Can Pastell                                                      |             | Gòtic tardà, obra popular XVII, XIX              | Castelló d'Empúries Pl. dels Homes                                                                  | 42° 15′ 33″ N, 3° 04′ 30″ E / 42.259074°N,3.074914°E | IPA-37634     | Casa Pastell (Castelló d'Empúries) · Vegeu més fotos d'aquest monument · Carregueu una nova foto d'aquest monument                                   |
| Can Reitg, Cal Palauenc                                                        |             | Obra popular XVII, XVIII Final, XIX              | Castelló d'Empúries C. dels Capellans, 6                                                            | 42° 15′ 36″ N, 3° 04′ 34″ E / 42.260086°N,3.076085°E | IPA-37635     | Can Reitg (Castelló d'Empúries) · Vegeu més fotos d'aquest monument · Carregueu una nova foto d'aquest monument                                      |
| Palau Macelli, Casa Macelis, Can Ramon Fontcuberta                             |             | Obra popular XVII                                | Castelló d'Empúries C. del Carbonar                                                                 | 42° 15′ 33″ N, 3° 04′ 35″ E / 42.259208°N,3.076284°E | IPA-37636     | Palau Macelli (Castelló d'Empúries) · Vegeu més fotos d'aquest monument · Carregueu una nova foto d'aquest monument                                  |
| Ecomuseu-Farinera de Castelló d'Empúries, la Farinera                          | BCIL 2023   | Obra popular XX Inici                            | Castelló d'Empúries C. Sant Francesc, 5-7                                                           | 42° 15′ 31″ N, 3° 04′ 38″ E / 42.258640°N,3.077266°E | IPA-37637     | Ecomuseu-Farinera de Castelló d'Empúries · Vegeu més fotos d'aquest monument · Carregueu una nova foto d'aquest monument                             |
| Capella de Sant Antoni                                                         | BCIL 2014   | Obra popular XVIII                               | Castelló d'Empúries Parc Natural dels Aiguamolls de l'Empordà                                       | 42° 14′ 10″ N, 3° 05′ 36″ E / 42.235977°N,3.093393°E | IPA-37642     | Capella de Sant Antoni (Castelló d'Empúries) · Vegeu més fotos d'aquest monument · Carregueu una nova foto d'aquest monument                         |
| Casa Joan de la Coloma                                                         |             | Gòtic tardà, obra popular XVII, XVI              | Castelló d'Empúries Pl. Mossèn Cinto Verdaguer, 2                                                   | 42° 15′ 33″ N, 3° 04′ 34″ E / 42.259271°N,3.076006°E | IPA-37643     | Casa Joan de la Coloma (Castelló d'Empúries) · Vegeu més fotos d'aquest monument · Carregueu una nova foto d'aquest monument                         |
| Casa Bosch Aimerich                                                            |             | Obra popular XVIII, XIX                          | Castelló d'Empúries C. Comtes d'Empúries, 24                                                        | 42° 15′ 26″ N, 3° 04′ 26″ E / 42.257205°N,3.073766°E | IPA-37644     | Casa Bosch Aimerich (Castelló d'Empúries) · Vegeu més fotos d'aquest monument · Carregueu una nova foto d'aquest monument                            |
| Casa Melino                                                                    |             | Obra popular XVI                                 | Castelló d'Empúries Pl. Mossèn Cinto Verdaguer, 9                                                   | 42° 15′ 34″ N, 3° 04′ 33″ E / 42.259307°N,3.075703°E | IPA-37645     | Casa Melino (Castelló d'Empúries) · Vegeu més fotos d'aquest monument · Carregueu una nova foto d'aquest monument                                    |
| Cortal d'Avinyó                                                                |             | Modernisme, obra popular XVIII, XX               | Castelló d'Empúries Parc Natural dels Aiguamolls, al sud-est de la ctra. de Castelló a St. Pere.    | 42° 14′ 02″ N, 3° 05′ 34″ E / 42.233834°N,3.092639°E | IPA-37654     | Carregueu una nova foto d'aquest monument |
| Can Savarrés, Can Sabarrés                                                     |             | Obra popular XVIII Mitjan                        | Castelló d'Empúries C. de la Paborderia, 1                                                          | 42° 15′ 09″ N, 3° 04′ 22″ E / 42.252559°N,3.072724°E | IPA-37655     | Carregueu una nova foto d'aquest monument |
| Casa Bassas, Casa dels Feliu                                                   |             | Gòtic, Gòtic tardà XV, XVI, XIX                  | Castelló d'Empúries Pl. del Vi, 1                                                                   | 42° 15′ 34″ N, 3° 04′ 28″ E / 42.259371°N,3.074393°E | IPA-37656     | Casa Bassas (Castelló d'Empúries) · Vegeu més fotos d'aquest monument · Carregueu una nova foto d'aquest monument                                    |
| Rectoria                                                                       |             | Obra popular XX Inici                            | Castelló d'Empúries Pl. Mossèn Cinto Verdaguer, 8                                                   | 42° 15′ 34″ N, 3° 04′ 33″ E / 42.259312°N,3.075836°E | IPA-37657     | Rectoria (Castelló d'Empúries) · Vegeu més fotos d'aquest monument · Carregueu una nova foto d'aquest monument                                       |
| Casa Contreras                                                                 |             | Historicisme, obra popular XVII, XIX, XX Mitjan  | Castelló d'Empúries Pl. Ruiz Amado, 6                                                               | 42° 15′ 37″ N, 3° 04′ 31″ E / 42.260370°N,3.075346°E | IPA-37658     | Casa Contreras (Castelló d'Empúries) · Vegeu més fotos d'aquest monument · Carregueu una nova foto d'aquest monument                                 |
| Casa Pelai Negre                                                               |             | Obra popular XIX Final                           | Castelló d'Empúries C. de la Font Calvera                                                           | 42° 15′ 33″ N, 3° 04′ 31″ E / 42.259064°N,3.075248°E | IPA-37659     | Casa Pelai Negre (Castelló d'Empúries) · Vegeu més fotos d'aquest monument · Carregueu una nova foto d'aquest monument                               |
| Rentador públic, safareig                                                      | BCIL 2014   | Neoclassicisme-romàntic, obra popular XIX Mitjan | Castelló d'Empúries C. de Marín, davant del c. del Rentador                                         | 42° 15′ 31″ N, 3° 04′ 45″ E / 42.258710°N,3.079266°E | IPA-37721     | Rentador públic (Castelló d'Empúries) · Vegeu més fotos d'aquest monument · Carregueu una nova foto d'aquest monument                                |
| Casa l'Ametlla, Ca l'Ametlla                                                   |             | Neoclassicisme, obra popular XVIII, XIX          | Castelló d'Empúries C. dels Capellans, 3                                                            | 42° 15′ 36″ N, 3° 04′ 33″ E / 42.260028°N,3.075782°E | IPA-37722     | Casa l'Ametlla (Castelló d'Empúries) · Vegeu més fotos d'aquest monument · Carregueu una nova foto d'aquest monument                                 |
| Casa Sanllehí, Can Sanllehí, Casa dels Rabins, Primera Sinagoga, Ca les Pacas  |             | Modernisme, obra popular XIV, XVIII, XIX         | Castelló d'Empúries C. de Sant Francesc, 2                                                          | 42° 15′ 31″ N, 3° 04′ 35″ E / 42.258505°N,3.076411°E | IPA-37723     | Casa Sanllehí (Castelló d'Empúries) · Vegeu més fotos d'aquest monument · Carregueu una nova foto d'aquest monument                                  |
| Casa Vehí                                                                      |             | Obra popular XVII                                | Castelló d'Empúries C. de les Peixateries Velles                                                    | 42° 15′ 28″ N, 3° 04′ 31″ E / 42.257889°N,3.075270°E | IPA-37725     | Casa Vehí (Castelló d'Empúries) · Vegeu més fotos d'aquest monument · Carregueu una nova foto d'aquest monument                                      |
| Segona Sinagoga, Casa Forns, Can Comas                                         |             | Obra popular XVII, XVIII Final                   | Castelló d'Empúries C. de les Peixateries Velles, 12                                                | 42° 15′ 28″ N, 3° 04′ 32″ E / 42.257722°N,3.075470°E | IPA-37726     | Segona Sinagoga (Castelló d'Empúries) · Vegeu més fotos d'aquest monument · Carregueu una nova foto d'aquest monument                                |
| Residència Toribi Duran, Asil Duran                                            | BCIL 2014   | Eclecticisme XIX Final                           | Castelló d'Empúries C. Roses, 13                                                                    | 42° 15′ 38″ N, 3° 04′ 05″ E / 42.260561°N,3.068101°E | IPA-37727     | Residència Toribi Duran (Castelló d'Empúries) · Vegeu més fotos d'aquest monument · Carregueu una nova foto d'aquest monument                        |
| Rec del Molí                                                                   |             | Obra popular Medieval                            | Castelló d'Empúries A llevant del nucli històric                                                    | 42° 15′ 33″ N, 3° 04′ 37″ E / 42.259144°N,3.076957°E | IPA-38757     | Rec del Molí (Castelló d'Empúries) · Vegeu més fotos d'aquest monument · Carregueu una nova foto d'aquest monument                                   |
| Convent de la Mercè                                                            |             | Obra popular XVIII                               | Castelló d'Empúries C. Portal de la Mercè, 2                                                        | 42° 15′ 40″ N, 3° 04′ 30″ E / 42.261095°N,3.075107°E | IPA-39334     | Convent de la Mercè (Castelló d'Empúries) · Vegeu més fotos d'aquest monument · Carregueu una nova foto d'aquest monument                            |
| Can Calet                                                                      |             | Obra popular XIX Final                           | Castelló d'Empúries Pl. dels Homes, 9                                                               | 42° 15′ 32″ N, 3° 04′ 29″ E / 42.25877°N,3.07462°E   | IPA-39346     | Can Calet (Castelló d'Empúries) · Vegeu més fotos d'aquest monument · Carregueu una nova foto d'aquest monument                                      |
| Club Nàutic Empuriabrava                                                       | BCIL 2014   | XX                                               | Castelló d'Empúries Av. de Fages de Climent                                                         | 42° 14′ 55″ N, 3° 07′ 46″ E / 42.248642°N,3.129434°E | IPA-42450     | Carregueu una nova foto d'aquest monument |
| Conjunt escultòric Tapiola                                                     | BCIL 2014   |                                                  | Castelló d'Empúries C. Rubina - av. Joan Carles I - av. Fages de Climent - av. Europa - pg. Marítim | 42° 14′ 43″ N, 3° 07′ 35″ E / 42.245165°N,3.126415°E | IPA-42451     | Carregueu una nova foto d'aquest monument |
| Conjunt edificis d'estil mediterrani a la platja d'Empuriabrava                | BCIL 2014   | XX                                               | Castelló d'Empúries Pg. Marítim, Empuriabrava                                                       | 42° 14′ 35″ N, 3° 07′ 42″ E / 42.243064°N,3.128291°E | IPA-42452     | Carregueu una nova foto d'aquest monument |